# Dolmen de Bois-l'Évêque
Le dolmen de Bois-l'Évêque est un coffre mégalithique situé en limite des communes de Pierre-la-Treiche et Sexey-aux-Forges dans le département de Meurthe-et-Moselle en région Grand Est.

## Historique
Le dolmen a été découvert en 1906-1907, fouillé et restauré par Jules Beaupré. Le dolmen est classé au titre des monuments historiques par arrêté du 22 janvier 1910.

## Description
L'édifice correspond à un coffre mégalithique de 4,50 m de long sur 1,80 m de large enserré dans un tumulus de 8 m de diamètre et de 0,60 à 0,80 m de hauteur. La sépulture est délimitée par vingt-deux dalles posées sur chant (sept pour les grand côtés et quatre pour les petits) d'une hauteur moyenne de 1 m. Le sol était couvert d'un dallage. Selon Beaupré, le coffre devait être surmonté d'une couverture constitué de branchages et de terre.

## Mobilier archéologique
Beaupré y a découvert les ossements de quatre individus, mal conservés, et un petit mobilier lithique constitué de deux armatures de flèche (1 losangique, 1 triangulaire) attribué au Néolithique final,. Une troisième armature aurait été recueillie par un fouilleur clandestin sous le dallage de la chambre.